# Siphulella coralloidea
Siphulella coralloidea är en lavart som beskrevs av Kantvilas, Elix & P. James. Siphulella coralloidea ingår i släktet Siphulella och familjen Icmadophilaceae.   Inga underarter finns listade i Catalogue of Life.